# Pseudotracya otteliae
Pseudotracya otteliae är en svampart som beskrevs av Vánky 1999. Pseudotracya otteliae ingår i släktet Pseudotracya och familjen Doassansiaceae.   Inga underarter finns listade i Catalogue of Life.